# Цзінська мова
Цзінська мова(кит. трад. 晉語, спрощ. 晋语, піньїнь jìnyǔ) — це одна з китайських мов, яку традиційно вважають діалектом китайської мови. Цзінською мовою розмовляють приблизно 45 мільйонів людей на півночі Китаю. Її географічний розподіл охоплює більшу частину провінції Шаньсі, за винятком нижньої долини річки Фень, більшу частину центральної Внутрішньої Монголії та прилеглих районів провінцій Хебей, Хенань та Шеньсі. Статус Цзінь спірний серед лінгвістів; деякі воліють класифікувати її як діалект мандарину, але інші виділяють її як окрему мову, тісно пов'язану з мандаринською китайською.

## Класифікація
До 80-х років минулого століття діалекти Цзінь загально входила до складу мандаринської мови. Однак у 1985 році Лі Жун запропонував вважати Цзінь окремою діалектною групою верхнього рівня, подібною до Юе чи У. Головним критерієм було те, що діалекти Цзінь зберегли вхідний тон як окрему категорію, що вирізняється наявністю гортанної змички, як у діалектах У, але відрізняється цим від більшості інших мандаринських діалектів. Згодом цю класифікацію прийняли інші лінгвісти. Однак деякі лінгвісти досі не згодні з тим, що Цзінь слід вважати окремою діалектною групою.
Цзінь поділяють на такі підгрупи:
- Діалект Хух-Хото (кит.: 呼和浩特話, район міста Хух-Хото в південно-центральній частині АР Внутрішня Монголія і район міста Чжанцзякоу (Калган) на північному сході пров. Хебей);
- Діалект Баотоу (кит.: 包頭話, район міста Баотоу АР Внутрішня Монголія); іноді об'єднують з датунським діалектом;
- Датунський діалект (кит.: 大同話, район міста Датун на півночі пров. Шаньсі); іноді об'єднують з баотоуським діалектом;
- Виділяють також утайський діалект (район Утай на середній півночі пров. Шаньсі і на півдні центральної частини АР Внутрішня Монголія);
- Тайюаньський діалект (чи бінчжоуський) (кит.: 太原話, район міста Тайюань, центральна частині пров. Шаньсі);
- Люйлянський діалект (район міста Люйлян на заході пров. Шаньсі і північ пров. Шеньсі);
- Чжидань-яньчуаньський діалект (кит.: 志丹-延川, райони Чжидань-Яньчуань на середньому півночі пров. Шеньсі);
- Ханьданьський діалект (кит.: 邯郸話, район міста Ханьдань пров. Хебей, південний схід пров. Шаньсі, а також (якщо об'єднувати з сіньсянским діалектом) північ пров. Хенань);
- Сіньсянський діалект (кит.: 新县話, район міста Сіньсян пров. Хенань); іноді об'єднують з ханьданским діалектом.

## Фонологія
На відміну від більшості різновидів мандарина, Цзінь зберіг кінцеву гортанну змичку, яка є залишком приголосної кінцевої зупинки (/ p /, / t / або / k /). Це перегукується з раннім мандарином з династії Юань (бл. 14 — го століття нашої ери) і з цілим рядом сучасних південних видів китайської. У середньокитайській мові склади, закриті приголосною зупинкою, не мали тону. Однак китайські лінгвісти воліють класифікувати такі склади як такі, що належать до окремого класу тонів, який традиційно називають " вхідним тоном ". Склади, закриті гортанною змичкою в цзінській мові все ще без тону, або, як варіант, можна сказати, що цзінь все ще підтримує вхідний тон.
Цзінь використовує надзвичайно складні сандхі, або зміни тону, які виникають, коли слова складаються у фрази.

## Граматика
У цзінській мові часто використовують такі префікси, як 圪 / kəʔ /,忽 / xəʔ / та 入 / zəʔ /, у різних дериваційних конструкціях. Наприклад:
入鬼"дурити"<鬼"привид, диявол"
Окрім того, у Цзінь є кілька слів, які еволюціонували, очевидно, розділивши односкладне слово на дві частини, додавши між ними «l». Наприклад:
- / pəʔ ləŋ / — 蹦 — / pəŋ / «хміль»
- / tʰəʔ luɤ / — 拖 — / tʰuɤ / «перетягувати»
- / kuəʔ la / — 刮 — / kua / «скрип»
- / xəʔ lɒ̃ / — 巷 — / xɒ̃ / «вулиця»

Фактично подібний процес можна зустріти в більшості мандаринських діалектів, але він особливо поширений у цзінь.

## Покликання
- Hua Guofeng is a very prominent speaker of Jin.
- Classification of the Jin Dialects
- Chinese Academy of Social Sciences (2012), Zhōngguó yǔyán dìtú jí (dì 2 bǎn): Hànyǔ fāngyán juǎn 中国语言地图集(第2版):汉语方言卷 [Language Atlas of China (2nd edition): Chinese dialect volume], Beijing: The Commercial Press.
- Kurpaska, Maria (2010), Chinese Language(s): A Look Through the Prism of The Great Dictionary of Modern Chinese Dialects, Walter de Gruyter, ISBN 978-3-11-021914-2
- Yan, Margaret Mian (2006), Introduction to Chinese Dialectology, LINCOM Europa, ISBN 978-3-89586-629-6.